# 龍造寺胤榮
龍造寺胤榮（1524年－1548年4月30日）是日本戰國時代武將。龍造寺氏第18代當主。父親是龍造寺胤久。

## 生平
在大永4年（1524年）出生，家中長男。與父親胤久同様，受龍造寺家兼（水江龍造寺氏）的輔佐，不過因為被當作傀儡，於是與家兼對立，一時間逃亡到大內氏之下。天文14年（1545年），龍造寺氏一族多數人被殺死。在翌年（1546年）協助家兼，兩人一同殺死馬場賴周。
天文16年（1547年），被大內義隆任命為肥前的代官等，受到重用，不過在天文17年（1548年）病死。享年24歲。
因為沒有嗣子，經一族討論後，決定由分家水江龍造寺氏家兼的曾孫胤信（後來的龍造寺隆信）繼承本家的家督，不過對這次家督繼承抱持不滿的家臣不少，天文20年（1551年），支持龍造寺鑑兼的舊臣土橋榮益等人引發內紛。
未亡人（龍造寺家門的女兒）再嫁給隆信。女兒於安嫁給小田政光的嫡子鎮光，在鎮光因為背叛隆信而被謀殺後，再嫁給波多親（『北肥戰誌』）。

## 賜予偏諱的人物
- 土橋榮益－家臣
- 納富榮房－家臣，別名納富石見守，法名：道周。納富則貞的兒子，納富信景的父親